# Michael Anding
Johann Michael Anding (* 25. August 1810 in Queienfeld; † 9. August 1879 in Hildburghausen) war ein deutscher Musikdirektor, Volksliedersammler und Mitautor eines Reiseführer von Thüringen, der seit 1863 in mindestens 26. Auflagen erschien. Dieses Band der Reihe Meyers Reisehandbuch trug zur Förderung des Tourismus im heutigen Freistaat Thüringen bei. Außerdem war er als Komponist tätig. Sein bekanntestes Lied ist „Mein Vater war ein Wandersmann“, das international auch unter dem Titel „The Happy Wanderer“ bekannt ist.

## Leben und Wirken
Er war der Sohn des gleichnamigen Lehrers. Nach dem Schulabschluss 1828 absolvierte er das Landlehrerseminar in Hildburghausen und war im Anschluss als Lehrer in Gräfenthal und Osthausen tätig, bevor er Rektor in Camburg wurde. 1843 gab er als Seminarlehrer nach Hildburghausen, wo er ein Kollege und Freund von Armin Radefeld wurde, mit dem er eng auch außerschulisch als Autor und Sangesbruder zusammenarbeitete.
Neben seiner Tätigkeit als Musikdirektor wurde er auch als Sammler von deutschen Volksliedern bekannt.
Den Höhepunkt seines Schaffens bildete das in der Reihe Meyers Reisehandbücher des Bibliographischen Instituts erschienene Reisehandbuch von Thüringen, das er gemeinsam mit dem Seminarlehrer Armin Radefeld verfasst hat. Er erschien bis zu seinem Tod 1879 in sechs, jeweils von ihm durchgesehenen, korrigierten und erheblich erweiterten Auflagen. Bis zur 14. Auflage 1898 wurde er gemeinsam mit Radefeld noch als Verfasser genannt, später folgten noch weitere zwölf Auflagen.
Er war von 1846 bis 1850 Organist an der Neustädter Kirche und außerdem Meister vom Stuhl in der Freimaurerloge „Carl zum Rautenkranz“ in Hildburghausen.

## Werke (Auswahl)

Meyers Reiseführer Thüringen von Anding und Radefeld, 11. Aufl. 1892

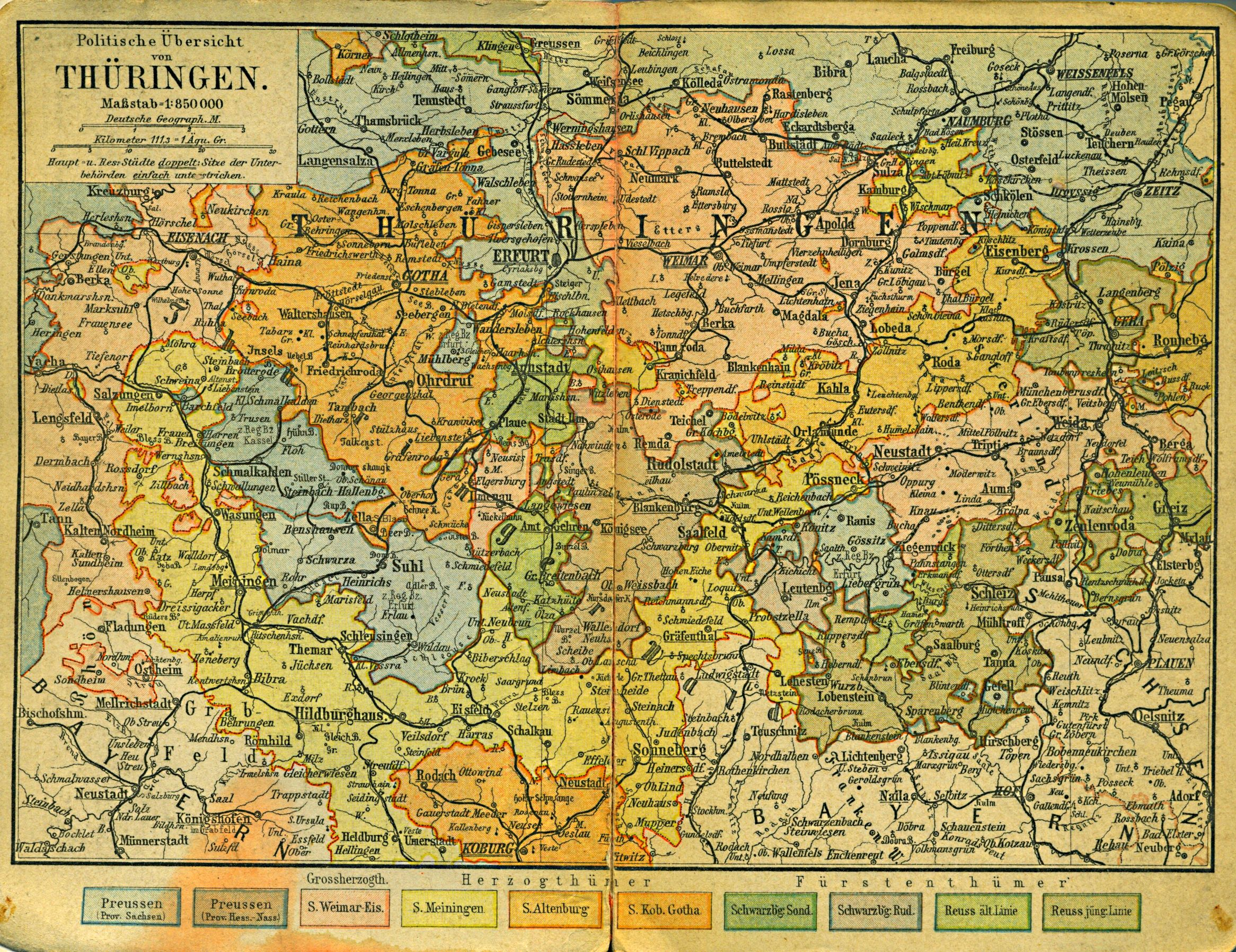
Übersichtskarte aus dem Reiseführer Thüringen von Anding und Radefeld, 1894

- (mit A. Radefeld): Wegweiser und Führer durch den Thüringer Wald und seine näheren Umgebungen. Mit 1 Reisekarte. Bibliographisches Institut, Hildburghausen, 1863.
- (mit A. Radefeld): Wegweiser und Führer durch den Thüringer Wald und seine näheren Umgebungen. Mit 2 Reisekarten.(Meyers Reisehandbücher, Nr. III.) Bibliographisches Institut, Hildburghausen, 1864
- (mit A. Radefeld): Wegweiser von Thüringen. Mit 1 Übersichts- und 1 Routen-Karte. (Meyers Reisehandbücher, Nr. III.). 3., vermehrte Aufl. 1867.
- (mit A. Radefeld): Wegweiser von Thüringen. Mit 1 Übersichts- und 1 Routen-Karte. (Meyers Reisehandbücher, Nr. III.). 4. Aufl. 1869.
- (mit A. Radefeld): Wegweiser von Thüringen. Mit 1 Übersichtskarte und 6 Routenkärtchen. (Meyers Reisehandbücher, Nr. III.). 5., vermehrte Aufl. 1872.
- (mit M. Anding): Wegweiser von Thüringen. Mit 1 Übersichtskarte und 8 Routenkärtchen. (Meyers Reisehandbücher, Nr. III.). 6. Aufl. 1877.
- Wanderlust oder Mein Vater war ein Wandersmann. 1861 erschienen in Tschudis Volksliederbuch für den vierstimmigen Männerchor.